# Kibboetsbeweging

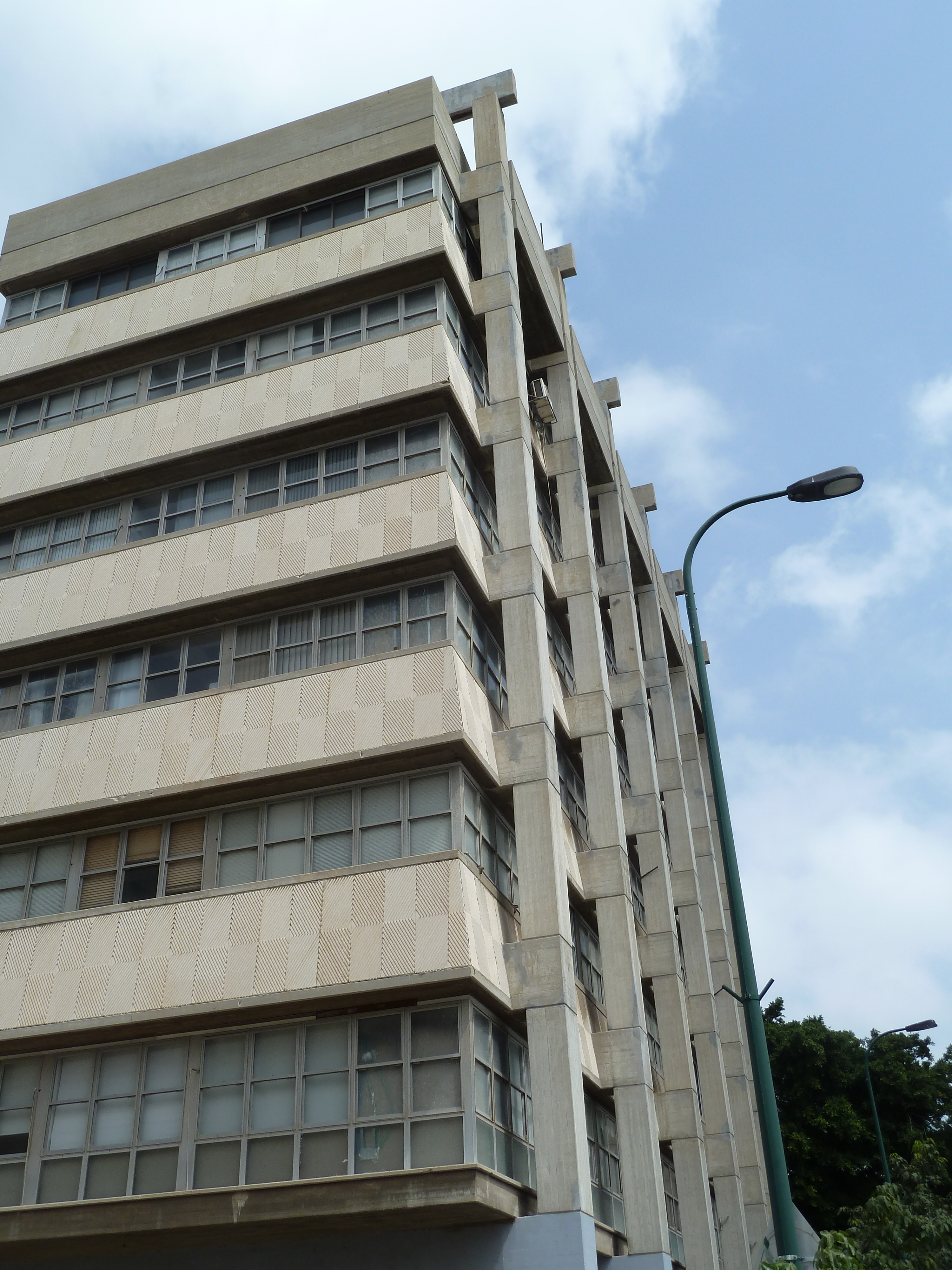
Het hoofdkantoor van de Kibboetsbeweging, Tel Aviv

De Kibboetsbeweging (Hebreeuws: , HaTnoe'a HaKibboetsiet) is de grootste beweging van de kibboetsen in Israël die in 1999 ontstond uit de gedeeltelijke fusie van de Verenigde Kibboetsbeweging en Kibboets Artzi. Deze nederzettingenbeweging telt ongeveer 230 kibboetsen - de 16 leden van de Religieuze Kibboetsbeweging en de twee kibboetsen aangesloten bij Poalé Agoedat Jisrael zijn geen lid.

## Verenigde Kibboetsbeweging
De Verenigde Kibboetsbeweging (Hebreeuws: התנועה הקבוצית המאוחדת, HaTnoe'a HaKibboetsiet HaMeuhedet), of afgekort tot het Hebreeuwse acroniem Hatkam (Hebreeuws: התק"ם), werd in 1981 opgericht en was sterk verbonden aan de Arbeiderspartij en haar voorgangers. De beweging werd door een fusie tussen HaKibboets HaMeuhad en Ichoed HaKvoetsot VeHaKibboetsiem opgericht. Direct gevolg van de fusie was de verplichte samenvoeging van Haboniem en Dror in Haboniem-Dror.
In 1999 sloot een derde beweging, genaamd Artzi, zich aan bij de Verenigde Kibboetsbeweging, hoewel de organisatie wel haar autonomie behield. 

## Geschiedenis

### HaKibboets HaMeuhad
HaKibbutz HaMeuhad (Hebreeuws: הקיבוץ המאוחד, let. De Verenigde Kibboets) werd in 1927 opgericht door een unie van verschillende kibboetsen. De unie was geaffilieerd aan de politieke partij Poalé Zion en later de verschillende Achdoet HaAvodah-partijen (voorganger van de Israëlische Arbeidersbeweging), dit was in lijn met de Haboniem-ideologie.

### Ichoed HaKvoetsot VeHaKibboetsiem
IIchoed HaKvoetsot VeHaKibboetsiem (Hebreeuws: איחוד הקבוצות והקיבוצים let. Unie van de Kvoetsot en de Kibboetsen) werd in 1951 opgericht door de unie van Hever HaKvutzot ( חבר הקבוצות, let. De groep van de Kvutzot) en Ichoed HaKiboetsiem (איחוד הקיבוצים, let. Unie van de Kibboetsen). 
Ook nam de beweging kibboetsen over die om ideologische redenen zich afsplitste van de HaKibboets HaMeuhad-organisatie. De beweging affilieert zich bij de Israëlische arbeiderspartijen.

### Kibboets Artzi
Kibbutz Artzi (Hebreeuws: הקיבוץ הארצי let. Landelijke Kibboets) was een kibboetsbeweging geassocieerd met de Hashomer Hatzair jeugdbeweging en de Israëlische politieke Mapam-partij. De beweging werd op 1 april 1927 opgericht. In 1998 telde het ledenbestand 28.000 man en waren er 85 kibboetsen aangesloten aan de beweging.